# Риккобоно, Ева
Ева Риккобоно (итал. Eva Riccobono; родилась 7 февраля 1983, Палермо) — итальянская топ-модель и актриса, снималась для календаря Pirelli в 2003 году.
Родилась на Сицилии в 1983 году. Отец — немец, мать — итальянка. В возрасте пяти лет вместе с семьей переехала в США. В модельном бизнесе с 14 лет впервые начала сниматься в Нью-Йорке и Северной Каролине. В возрасте 18 лет переехала в Милан, где после съёмок в нескольких музыкальных клипах была приглашена на телевидение для съёмок в популярном шоу на телеканале RAI.
В 2002 году привлекла внимание известного фотографа Марко Главиано, после съёмок у которого заключила первый профессиональный контракт с Dolce & Gabbana. В 2003 году снялась для календаря Pirelli, после этого довольно быстро стала одной из самых востребованных моделей мира.
С 2003 по 2013 год участвовала в показах следующих домов мод и модельеров: Alberta Ferretti, Celine, Chanel, Christian Dior, Dolce & Gabbana, Enzo Fusco, Gianfranco Ferré, Giorgio Armani, Hermès, Jean Paul Gaultier, La Perla, Lee, Roberto Cavalli, Sonia Rykiel, Swarovski, Trussardi, Valentino, Yves Saint Laurent, Emporio Armani, Enrico Coveri, Fendi, Gucci, Guerriero, Lanvin, Louis Vuitton, Luisa Beccaria, Oscar de la Renta, Paco Rabanne, Prada, Rocco Barocco, Valentino и других.
Снималась для обложек журналов Vogue, Elle, Cosmopolitan, Officiel, GQ, Anna, Gioia, Amica, Bmm, D, Cult, Notebook, NEO2.
С 2004 по 2005 год Риккобоно жила, работала и училась в Нью-Йорке. В настоящее время она проживает то в Лондоне, то в Милане со своим бойфрендом, звукорежиссёром Маттео Чеккарини. У пары есть сын Лео, родившийся в 2014 году, и дочь Ливия, родившаяся в 2020 году.